# Енесидем
Енесѝдем (на старогръцки: Αἰνησίδημος) е древногръцки философ.
Сведенията за него са оскъдни, а основният му труд, „Пиронови речи“ (върху възгледите на философа Пирон от Елида), е изчезнал и е известен от кратко резюме, оставено от Фотий I Константинополски. Ениседем изглежда е роден около 80 година пр. Хр. в Кносос на остров Крит. Известно време е част от Платоновата академия, но след това се отделя от нея и преподава в Александрия, където играе водеща роля във възраждането на пиронизма (ранна форма на скептицизма).
Предполага се, че Енесидем умира около 10 година пр. Хр. в Александрия.